# (38029) 1998 QZ24
1998 QZ24 (asteroide 38029) é um asteroide da cintura principal. Possui uma excentricidade de 0.14112150 e uma inclinação de 7.12270º.
Este asteroide foi descoberto no dia 17 de agosto de 1998 por LINEAR em Socorro.